# Tarbela

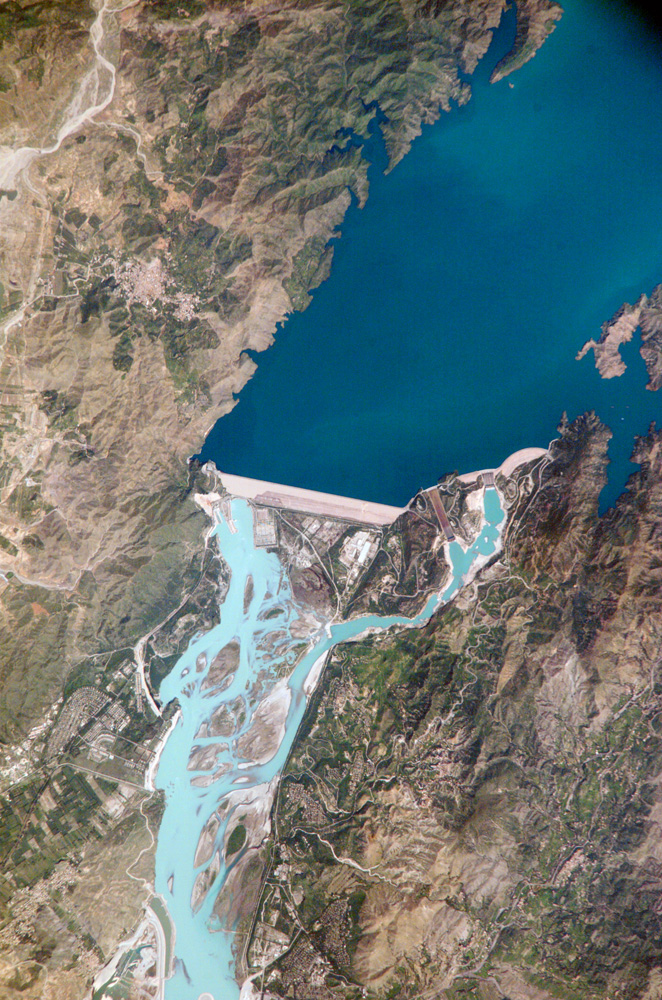
Satellitbild av dammen.

Tarbela är en stor damm i floden Indus i Pakistan. Den är placerad ungefär 50 kilometer nordväst om Islamabad. Dammen är belägen på 148 meter över havet, och är 250 kvadratkilometer stor, vilket gör den till världens största. Dammen färdigställdes 1974 och var designad för att lagra vatten från floden Indus, för att då användas till bevattning och kontrollera flodens flöde. Ett vattenkraftverk finns också inbyggt i dammen.